# Carl Simons
Carl Alfred Simons (* 30. Januar 1877 in Neuss; † 20. November 1960 in Wiesbaden) war ein deutscher Verwaltungsjurist in Preußen.

## Leben

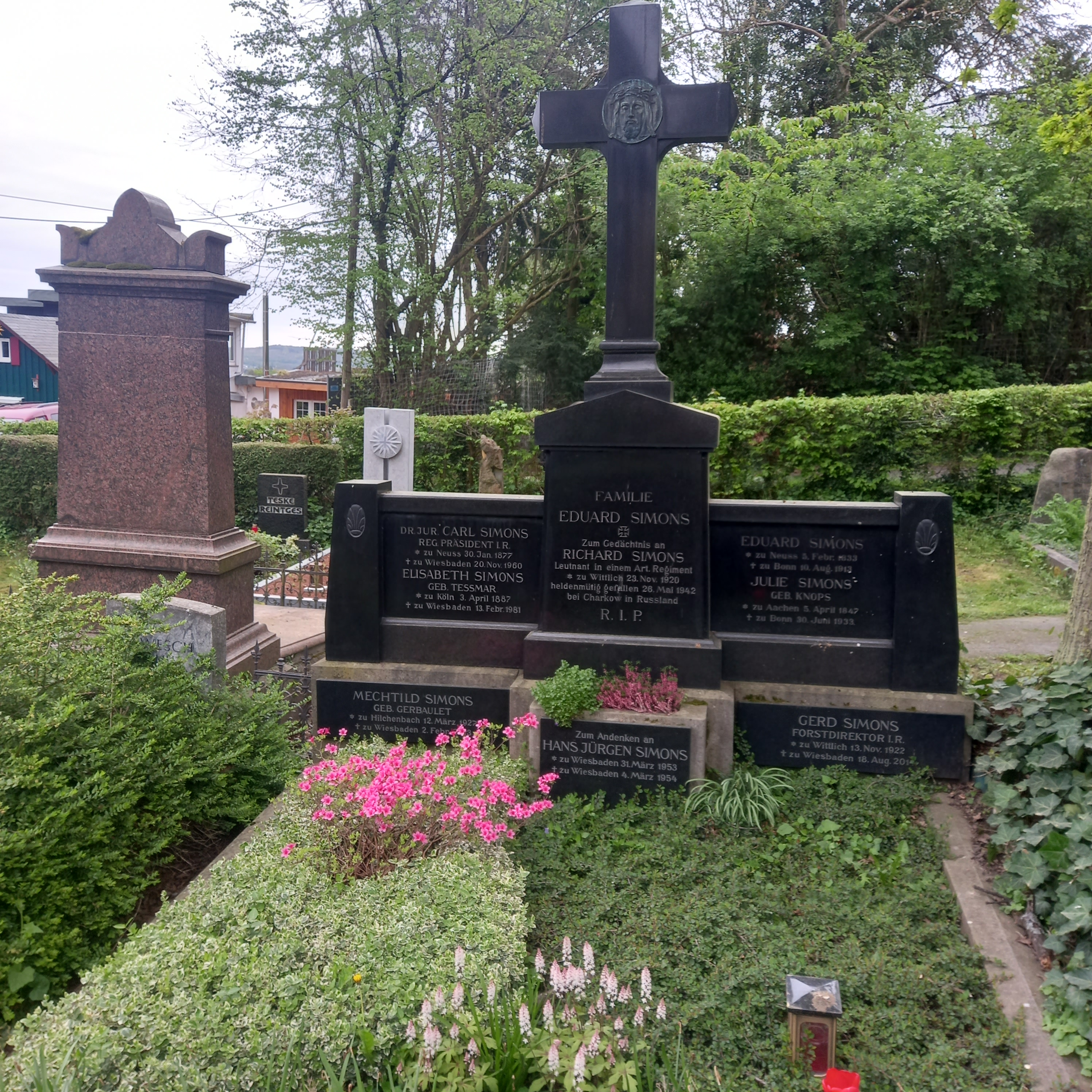
Das Grab von Carl Simons und seiner Ehefrau Elisabeth geborene Tessmar auf dem Poppelsdorfer Friedhof in Bonn

Simons studierte Rechtswissenschaft und Staatswissenschaft zunächst an der Albert-Ludwigs-Universität Freiburg. 1899 wurde er im Corps Hasso-Borussia Freiburg aktiv. Als Inaktiver wechselte er an die Friedrich-Wilhelms-Universität zu Berlin und die Rheinische Friedrich-Wilhelms-Universität Bonn. 1903 wurde er an der Universität Leipzig zum Dr. iur. promoviert. Er nahm am Ersten Weltkrieg teil. Er wurde 1917 zum kommissarischen Landrat des Kreises Wittlich ernannt und 1918 endgültig in den Verwaltungsdienst des Freistaats Preußen übernommen. 1919 heiratete er Elisabeth Teßmar. Im März 1923 wurde er von den französischen Besatzungsbehörden ausgewiesen. Er fand eine Stelle bei der Regierung in Arnsberg. Von 1933 bis 1939 war er Regierungspräsident der Hohenzollernschen Lande in Sigmaringen.